# Bochniak
Bochniak (albo Dzialec niem. Salz Kuppe 713 m n.p.m.) – szczyt w Sudetach Środkowych w Górach Bystrzyckich w województwie dolnośląskim.
Wzniesienie położone jest w południowo-wschodniej części Gór Bystrzyckich około 2,0 km na południowy zachód od Międzylesia, po południowej stronie drogi prowadzącej z Międzylesia do Lesicy, Jest kopulastym szczytem o łagodnych zboczach i płaskim mało zauważalnym obszernym wierzchołku, który wznosi się o niecałe 20 m ponad otaczającą go powierzchnię. Wzniesienie w całości porośnięte jest lasem świerkowym regla dolnego. Na wschodnim zboczu znajdują się źródła potoku Kamieńczyk wpadającego w Smreczynie do Nysy Kłodzkiej. Stoi tam wśród drzew pamiątkowy krzyż kamienny upamiętniający śmierć młodzieńca w 1628 roku. Na wschodnim zboczu, na wysokości około 600 m. znajduje się kapliczka słupowa z około 1800 roku.  
Przez szczyt wzniesienia przebiega granica kontynentalnego działu wód zlewisk morza Bałtyckiego i Północnego.